# Ribes chihuahuense
Ribes chihuahuense är en ripsväxtart som beskrevs av Nathaniel Lord Britton. Ribes chihuahuense ingår i släktet ripsar, och familjen ripsväxter. Inga underarter finns listade i Catalogue of Life.